# Everett Dirksen

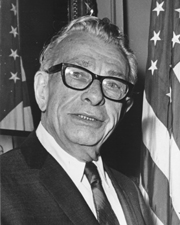
Everett Dirksen

Everett McKinley Dirksen (* 4. Januar 1896 in Pekin, Illinois; † 7. September 1969 in Washington, D.C.) war ein US-amerikanischer Politiker. Als Mitglied der Republikanischen Partei vertrat er seinen Heimatstaat Illinois von 1933 bis 1949 im Repräsentantenhaus der Vereinigten Staaten und von 1951 bis 1969 im Senat der Vereinigten Staaten. Im Senat war er überdies von 1959 bis zu seinem Tode 1969 Vorsitzender der republikanischen Minderheitsfraktion (Minority Leader).

## Leben

### Frühere Jahre und politische Anfänge
Dirksen wurde 1896 in Illinois geboren, wo er auf einer Farm aufwuchs. Seine Eltern, Johann Friedrich und Antje Dirksen, waren Emigranten aus Ostfriesland. Er hatte zwei Brüder, wovon einer sein Zwilling war. Sein Vater starb, als Dirksen neun Jahre alt war. Nach dem Schulabschluss besuchte er zeitweise die University of Minnesota in Minneapolis, wo er aber nach Beginn des Ersten Weltkrieges der US Army beitrat. Dort diente er in den Jahren 1918 und 1919 und stieg zum Second Lieutenant auf. Als er sich nach seiner Armeezeit bei einem Waschmaschinengeschäft verspekulierte, arbeitete er bis 1927 in der Bäckerei seines Bruders mit. Seine politische Karriere begann 1927, als er in den Stadtrat seiner Heimatstadt Pekin gewählt wurde. Dort wurde ihm die Leitung des Finanzressorts übertragen.

### Kongressabgeordneter
1930 bemühte Dirksen sich um einen Sitz im US-Repräsentantenhaus für die Republikanische Partei, wobei Dirksen aber in den parteiinternen Vorwahlen unterlag. Folgend versuchte er es im Vorfeld der nächsten Kongresswahlen im Jahr 1932 erneut. Dieses Mal gelang ihm die Nominierung und auch die Wahl in seinem Bezirk konnte er zu seinen Gunsten entscheiden. Ab dem 4. März 1933 war er somit im Haus vertreten, wo er insgesamt sieben Mal für eine jeweils zweijährige Amtsperiode bestätigt wurde. Im Haus galt Dirksen als moderater Republikaner, so unterstützte er auch die Reformpolitik des New Deal von Präsident Franklin D. Roosevelt. Im Dezember 1943 verkündete er überraschend, sich um das Präsidentenamt bei den Wahlen 1944 zu bemühen, was allerdings fehlschlug: Dirksen erhielt auf dem republikanischen Parteitag keine Delegiertenstimmen. Nominiert wurde New Yorks Gouverneur Thomas E. Dewey, der hingegen Amtsinhaber Roosevelt deutlich unterlegen war.
Dirksen entschied sich, nicht erneut für sein Mandat im Repräsentantenhaus zu kandidieren, und schied folglich im Januar 1949 aus dem Kongress aus. Grund dafür war, dass an seinem rechten Auge Chorioretinitis, eine Netzhautentzündung, festgestellt wurde und er sich einer Operation unterziehen musste. 

### Senator für Illinois

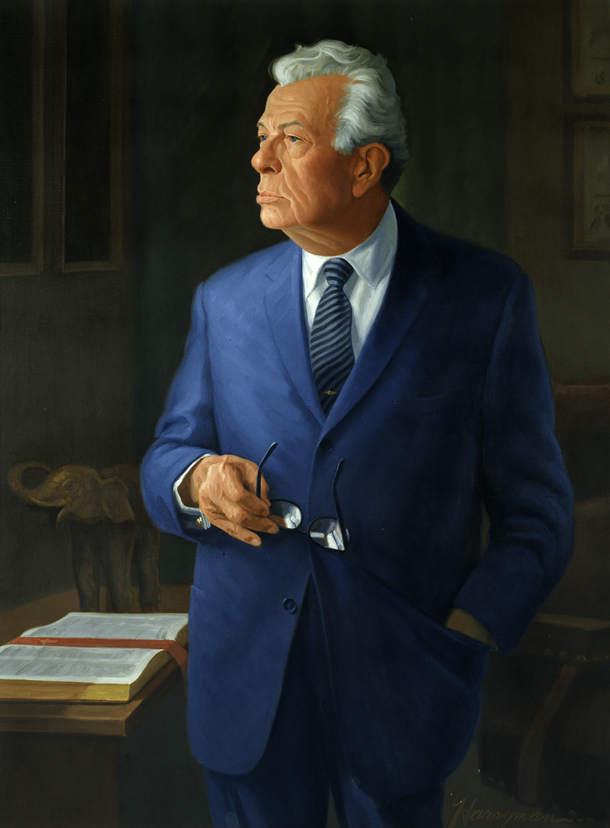
Gemälde im US-Senat von Everett Dirksen

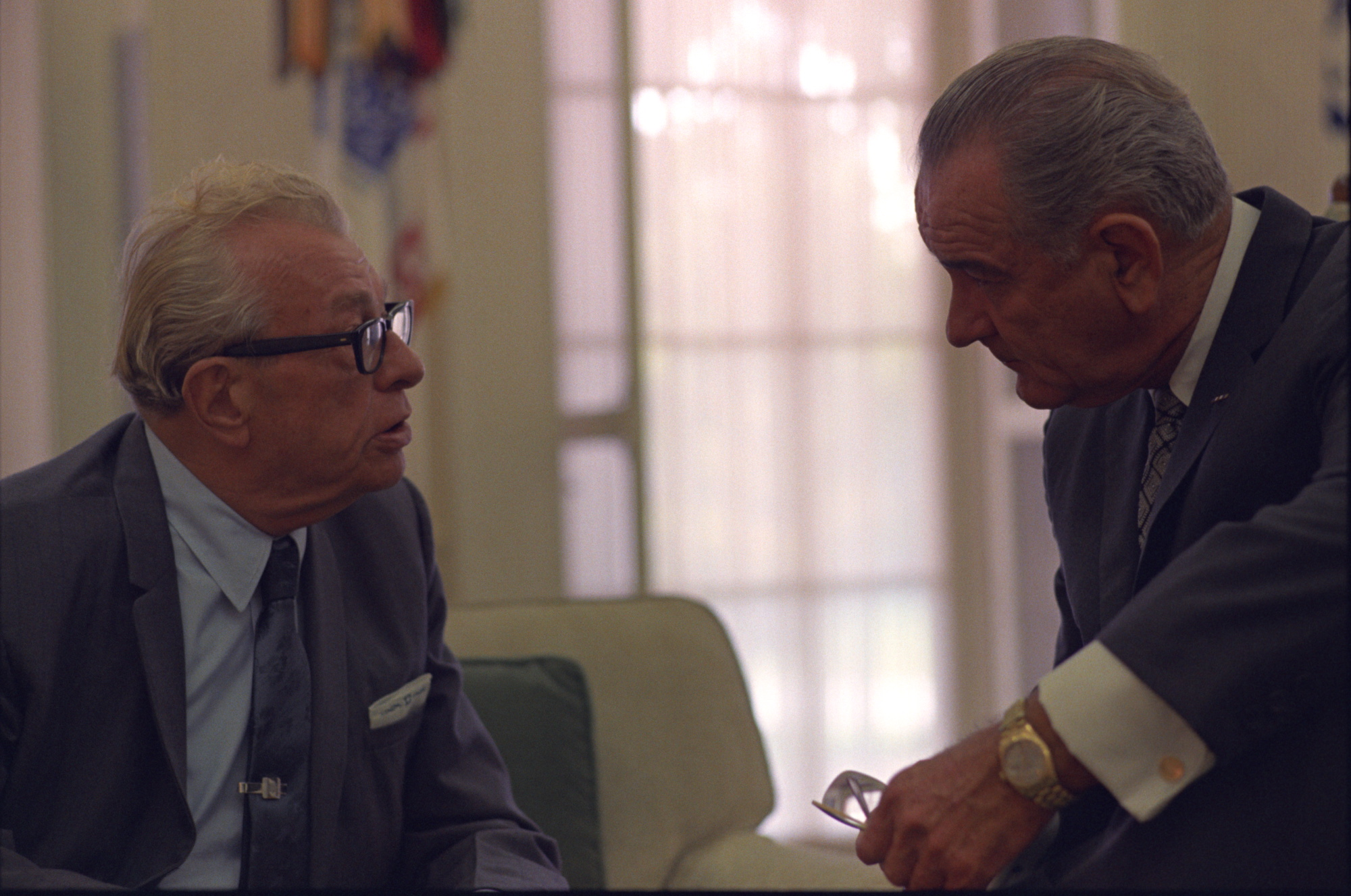
Everett Dirksen (links) bei einem Gespräch mit Präsident Johnson im Oval Office, 1968

Nach einer knapp zweijährigen Erholungsphase kündigte Dirksen 1950 an, für einen Sitz im US-Senat anzutreten. Bei der Wahl im November 1950 konnte Dirksen den amtierenden demokratischen Senator Scott W. Lucas mit 53,9 % der Stimmen besiegen. Am 3. Januar 1951 trat er damit dem US-Senat bei und repräsentierte folgend den Bundesstaat Illinois. Im Wahlkampf hatte er unter anderem auch den streng anti-kommunistischen Senator Joseph McCarthy unterstützt, der seinerseits wiederum Dirksens Wahlkampagne befürwortete. Während der 1950er-Jahre unterstützte Dirksen McCarthy politisch zunächst; als dieser jedoch zunehmend in die Kritik geriet, da er begann auch zahlreiche prominente Persönlichkeiten des Kommunismus zu bezichtigten, distanzierte sich Dirksen von McCarthy. Als Senator für Illinois wurde Dirksen 1956, 1962 und 1968 wiedergewählt. Everett Dirksen wurde im Jahr 1959 als Nachfolger von William F. Knowland zum Vorsitzenden der republikanischen Senatsfraktion gewählt. Bei Zusammentritt des Senats am 3. Januar 1959 übernahm er dieses Amt. Schon 1957 wurde er zum Whip bestimmt.
In der folgenden Zeit, vor allem in den 1960er-Jahren, galt Dirksen als einer der Hauptakteure im politischen Geschehen in Washington und als wichtige Stimme seiner Partei. In wirtschaftlichen Themen trat er fortan für einen eher konservativen Kurs ein, unterstützte aber die Außenpolitik im Kalten Krieg von Dwight D. Eisenhower und John F. Kennedy. Dirksen war auch Fürsprecher des Civil Rights Act of 1964, womit die öffentliche Rassentrennung in den gesamten USA aufgehoben wurde. Er war gemeinsam mit dem demokratischen Fraktionsführer Mike Mansfield wesentlich an der Beendigung eines 57-Tage-Dauerredens (Filibuster) beteiligt, das von konservativen Politikern beider großen Parteien im Frühjahr 1964 veranstaltet wurde, um das Gesetz zur Aufhebung der Rassentrennung zu stoppen. Das Gesetz wurde dennoch verabschiedet und am 2. Juli von Präsident Lyndon B. Johnson unterzeichnet. In Bürgerrechtsfragen kam es daher kaum zu Differenzen zwischen Dirksen, Präsident Johnson und dem demokratischen Fraktionschef und Mehrheitsführer im Senat Mansfield. Zu Johnson hatte er ohnehin ein gutes Verhältnis, das auf die gemeinsame Zeit im Senat während der 1950er-Jahre zurückgeht. 
Dirksen war in den 1960er-Jahren ein entschiedener Befürworter der US-amerikanischen Vietnampolitik. Er sprach sich bereits für ein militärisches Eingreifen in Südvietnam aus, bevor Präsident Johnson dies entschieden hatte, um dort eine kommunistische Machtübernahme zu verhindern. Als Johnson das bereits unter Kennedy begonnene Engagement fortführte, das in den Vietnamkrieg mündete, gehörte Dirksen zu den strengsten Befürworter dieser Entscheidung, obwohl der Präsident nicht seiner Partei angehörte.

### Tod und Nachleben

Trauerfeier für Senator Dirksen im September 1969, zu sehen ist u. a. Präsident Nixon

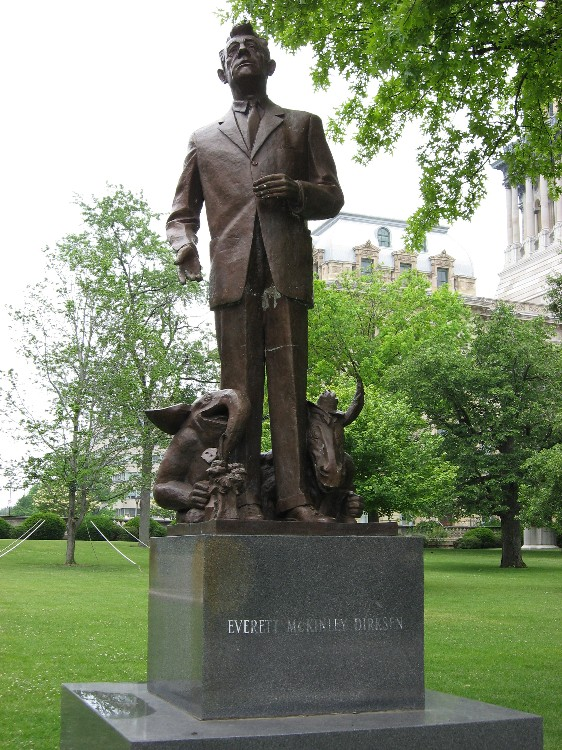
Everett Dirksen-Statue in Springfield

Im August 1969 wurde bei Senator Dirksen überraschend Lungenkrebs diagnostiziert, woraufhin er sich in Washington einer Operation unterzog. Nachdem er diese überstanden hatte, starb er dennoch am 7. September 1969 im Alter von 73 Jahren, nachdem es in Folge der Behandlung zu einer Lungenentzündung gekommen war. Nach seinem Tod wurde in Washington eine Gedenkzeremonie für ihn veranstaltet.
Dirksen war mit Louella Carver Dirksen verheiratet, mit der er eine Tochter hatte. Diese war von 1951 bis zu ihrem Krebstod 1993 mit dem ehemaligen republikanischen US-Senator von Tennessee, Howard Baker, verheiratet.
Zu seinen Ehren wurde 1972, drei Jahre nach seinem Ableben, das Dirksen Senate Office Building, ein Bürogebäude des US-Senats in Washington, nach ihm benannt. In Springfield, Illinois wurde ihm auch eine Statue gewidmet.